# Krita–tertiär-gränsen

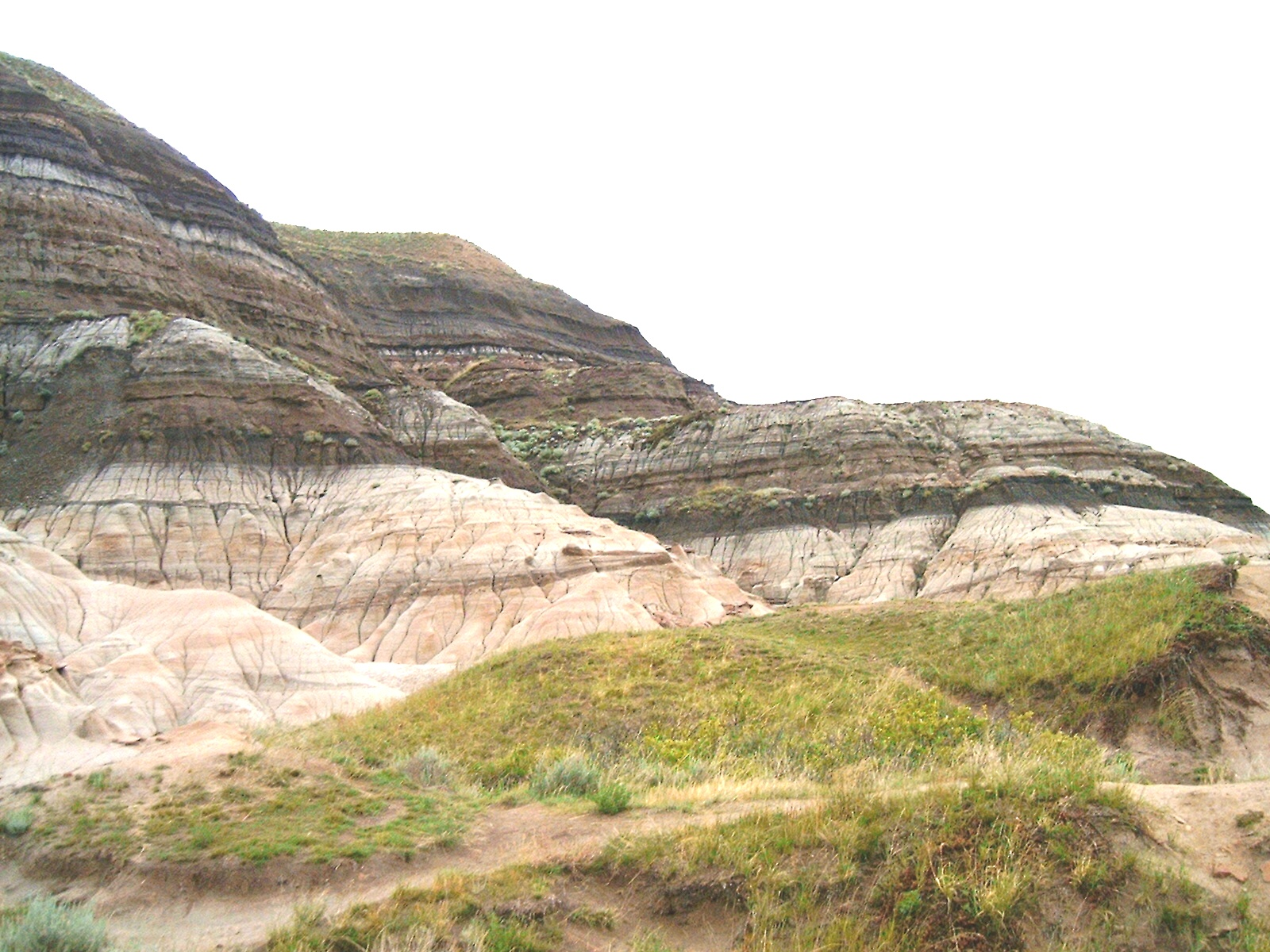
Fotografi från Drumheller, Alberta i Kanada där erosion har frilagt K–T-gränsen som syns som ett mörkt band.

Krita–tertiär-gränsen, även K–T-gränsen, krita–paleogengränsen och K–Pg-gränsen, utgör gränsen mellan de två geologiska perioderna krita och paleogen. Gränsen uppkom för cirka 65,5 miljoner år sedan. 
Gränsen är i dag även känd som krita–paleogengränsen, eftersom tertiär inte längre är en officiell geologisk period enligt Gradstein 2004. Det som en gång var tertiär delas i dag upp i de två perioderna paleogen och neogen. Krita–tertiär-gränsen utgör ett tunt stratigrafiskt intervall som är mycket rikt på ädelmetallen iridium. Metallen finns inte naturligt på jorden utan härstammar från extraterrestriell tillförsel genom i första hand meteoritnedslag. 

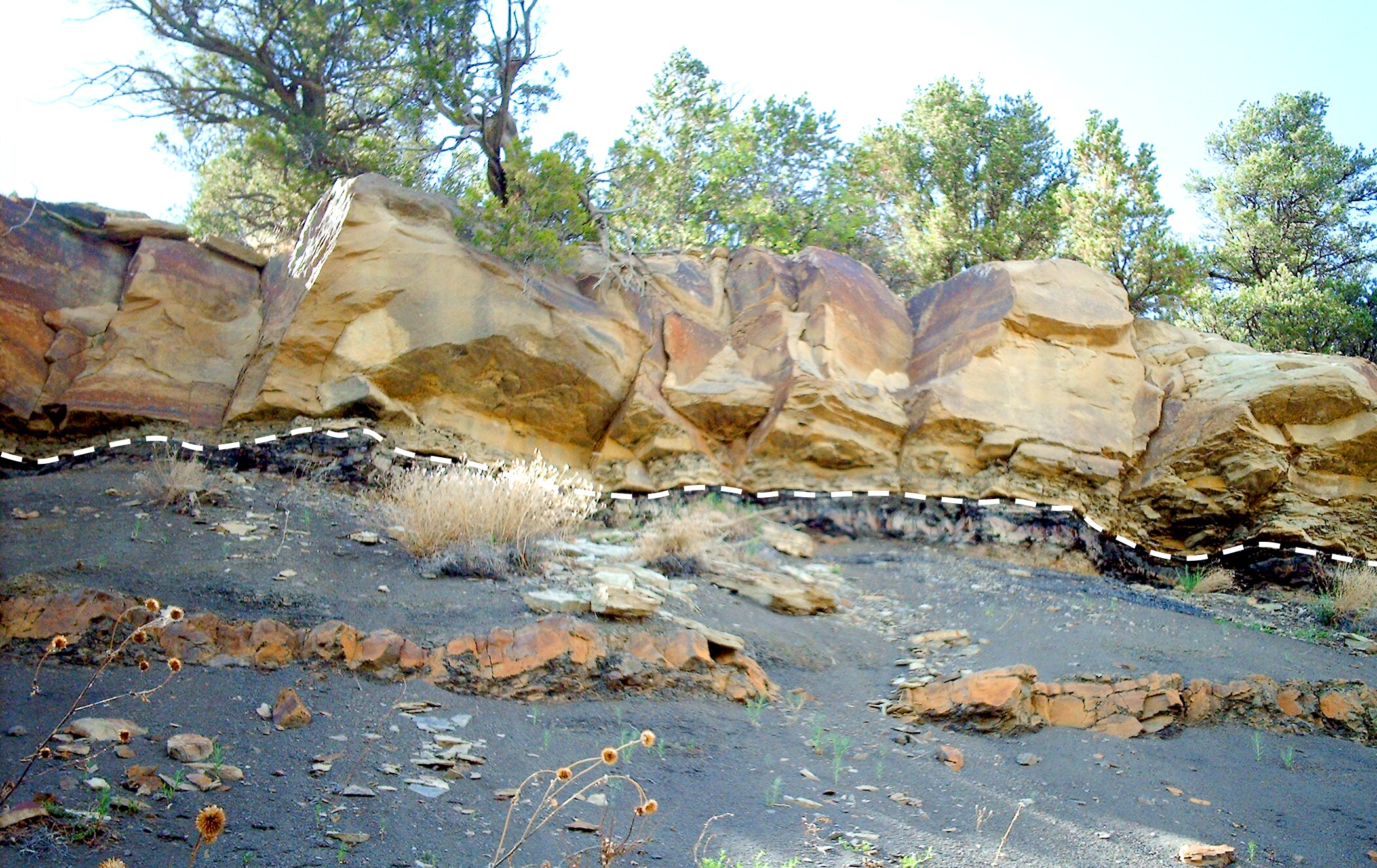
Den streckade linjen visar var K–T-gränsen går. Fotografi taget vid Trinidad Lake State Park, Colorado i USA.

## Konsekvenser för livet
Iridiumet tros härstamma från en meteorit, och förekomsten av metallen i jordskorpan ligger till grund för teorin att ett meteoritnedslag orsakade krita–tertiär-utdöendet, som var det senaste stora massutdöendet under vilket ungefär hälften av alla arter dog ut. 
Dinosauriernas snabba utdöende vid denna periodgräns tros av många forskare ha orsakats av det mycket kraftfulla meteoritnedslaget på norra Yucatanhalvön för cirka 65,5 miljoner år sedan, som skapade Chicxulubkratern. Ovanför krita–tertiär-gränsen har man inte funnit några dinosaurier utöver tidiga fåglar (förutom några få mycket kontroversiella fynd), vilket talar för att alla dog ut under eller just efter denna korta period. Det är också först ovanför gränsen som det har kunnat påvisas att en mängd fåglar utvecklades, även om det påträffats en mängd fågelarter som tros ha dött ut under massutdöendet. Detta är en av många indikationer på att fåglar är en utvecklingslinje som härstammar från dinosaurier.
Händelsen gjorde det möjligt för däggdjuren att utvecklas och fylla många av de ekologiska nischer, som frigjordes sedan dinosaurierna försvann. Även ungefär en tredjedel av alla kända däggdjur försvann i detta massutdöende.